# Anthidiellum solomonis
Anthidiellum solomonis är en biart som först beskrevs av Karl V. Krombein 1951.
Anthidiellum solomonis ingår i släktet Anthidiellum och familjen buksamlarbin. Inga underarter finns listade i Catalogue of Life.